# Andreas von Chrzanowski

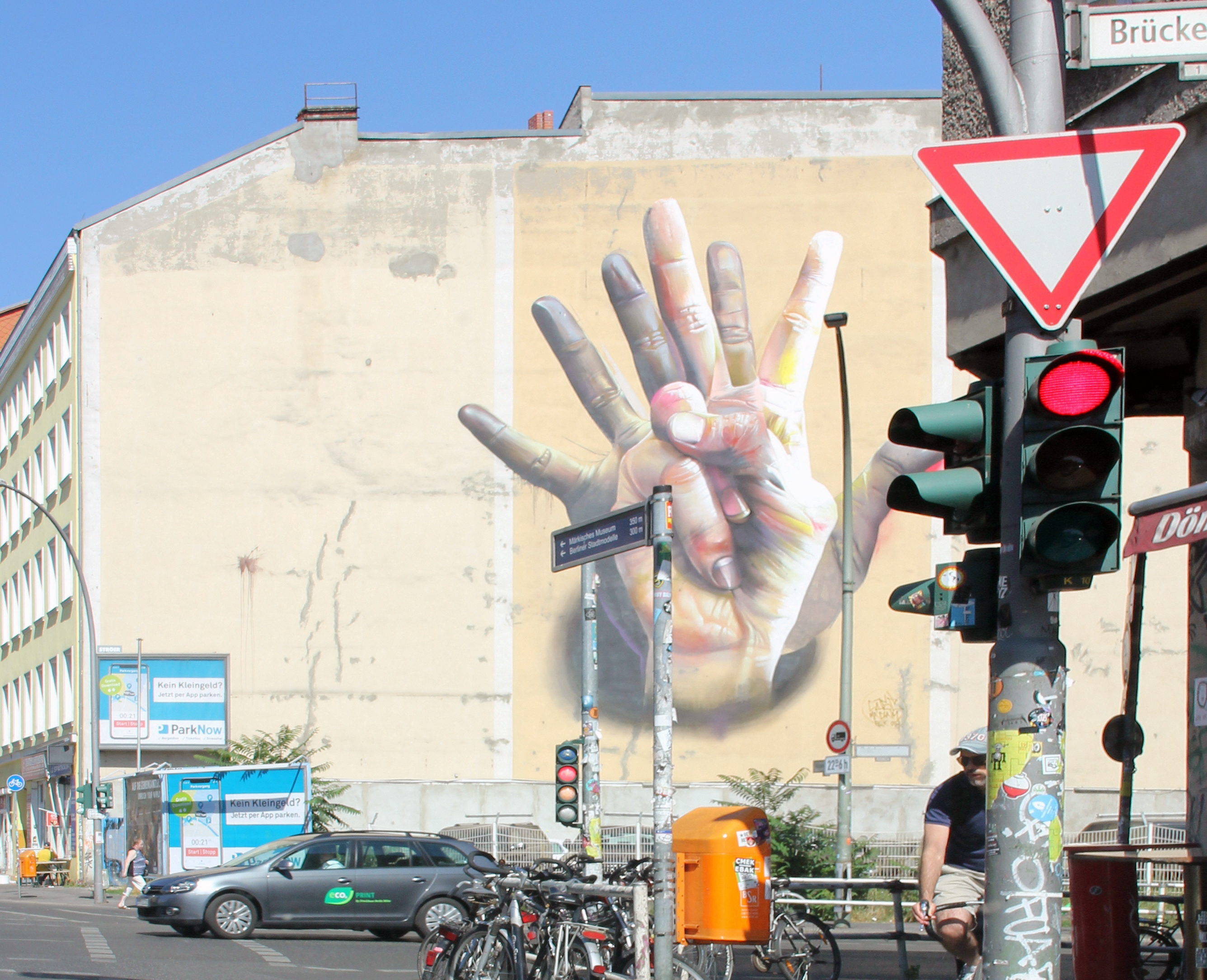
Wandmalerei am Haus, Brückenstraße 16, in Berlin-Mitte

Andreas von Chrzanowski (Künstlername: Case Maclaim, * 23. Januar 1979 in Schmalkalden) ist ein deutscher Graffiti-Künstler.
Andreas von Chrzanowski war Mitglied der im Jahr 2000 gegründeten Sprüher-Gruppe Ma’Claim. Typisch für die Arbeiten dieser Gruppe sind fotorealistische Bilder. Seine eigenen Arbeiten, an denen er verstärkt seit 2008 malte, beschäftigen sich vor allem mit dem menschlichen Körper. Meist sind die Bilder auf ungewöhnlichen Untergrund – wie Pappstücke – gemalt. Seine Werke sind in den USA, im Vereinigten Königreich und Deutschland ausgestellt worden.